# Gröpern 29 (Quedlinburg)

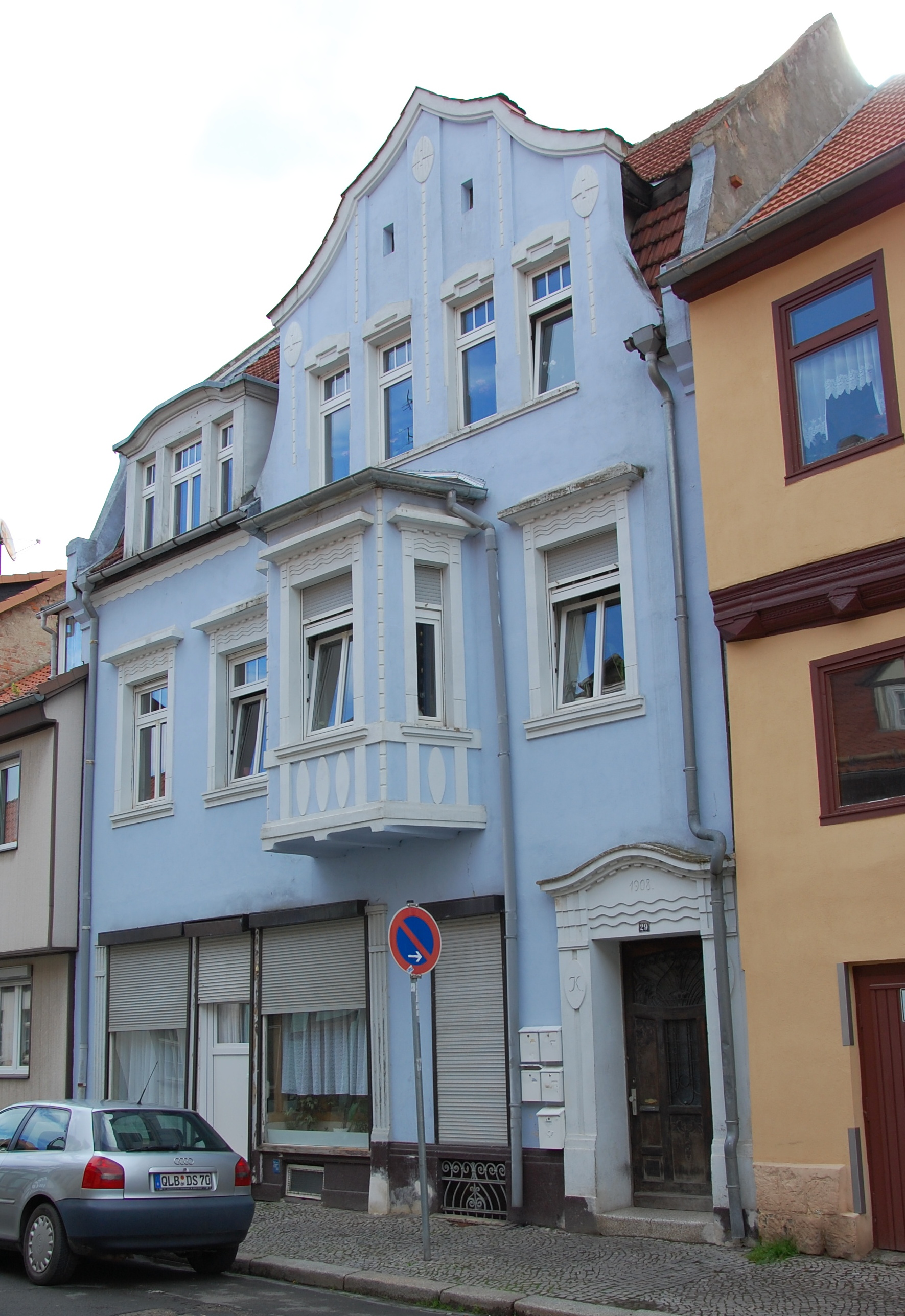
Haus Gröpern 29

Das Haus Gröpern 29 ist ein denkmalgeschütztes Gebäude in Quedlinburg in Sachsen-Anhalt.

## Lage
Das im Quedlinburger Denkmalverzeichnis als Wohnhaus eingetragene Gebäude befindet sich nördlichen der Quedlinburger Altstadt auf der Ostseite der Straße Gröpern. Südlich grenzt das gleichfalls denkmalgeschützte Haus Gröpern 30 an.

## Architektur und Geschichte
Das in massiver Bauweise errichtete Gebäude wurde 1908 gebaut. Die Gestaltung erfolgte im Jugendstil, wobei Formen des Historismus zur Anwendung kamen. Das Erscheinungsbild des Hauses wird durch einen über der Südseite befindlichen Zwerchgiebel sowie einen darunter vor dem ersten Obergeschoss angefügten kleinen Erker geprägt.